# Josef Wehner
Josef Wehner (* 30. November 1856 in Poppenhausen (Landkreis Fulda); † 11. Februar 1942 in Fulda) war ein deutscher Kaufmann und Abgeordneter des Provinziallandtages der preußischen Provinz Hessen-Nassau.

## Leben
Josef Wehner wurde als Sohn des Krämers Aquilin Wehner und dessen Ehefrau Margarethe Müller geboren. In seinem Heimatort übernahm er das väterliche Verkaufsgeschäft, betätigte sich als Kaufmann und engagierte sich in der Politik. 1919 wurde er Mitglied der Christlichen Volkspartei, die von 1921 an den Namen Deutsche Zentrumspartei führte. Er blieb bis zum Jahre 1925 in den Parlamenten.